# Stazione di Bettole-Valduggia
La stazione di Bettole-Valduggia era una fermata ferroviaria della linea Novara-Varallo a servizio delle località di Bettole e Valduggia.

## Storia
La fermata entrò in funzione il 5 novembre 1885, in concomitanza all'attivazione del tronco Grignasco-Borgosesia.
A seguito della statizzazione delle ferrovie, tra il 1905 e il 1906, la linea originariamente gestita dalla Società per le Strade Ferrate del Mediterraneo venne incorporata nella rete statale e l'esercizio degli impianti fu assunto dalle Ferrovie dello Stato.
Dal 2000 la gestione dell'intera linea, e con essa quella della fermata di Bettole-Valduggia, passò in carico a Rete Ferroviaria Italiana la quale ai fini commerciali classifica l'impianto nella categoria "Bronze".
La fermata venne dismessa nel 2003 a causa della perdita di utenza.

## Strutture e impianti

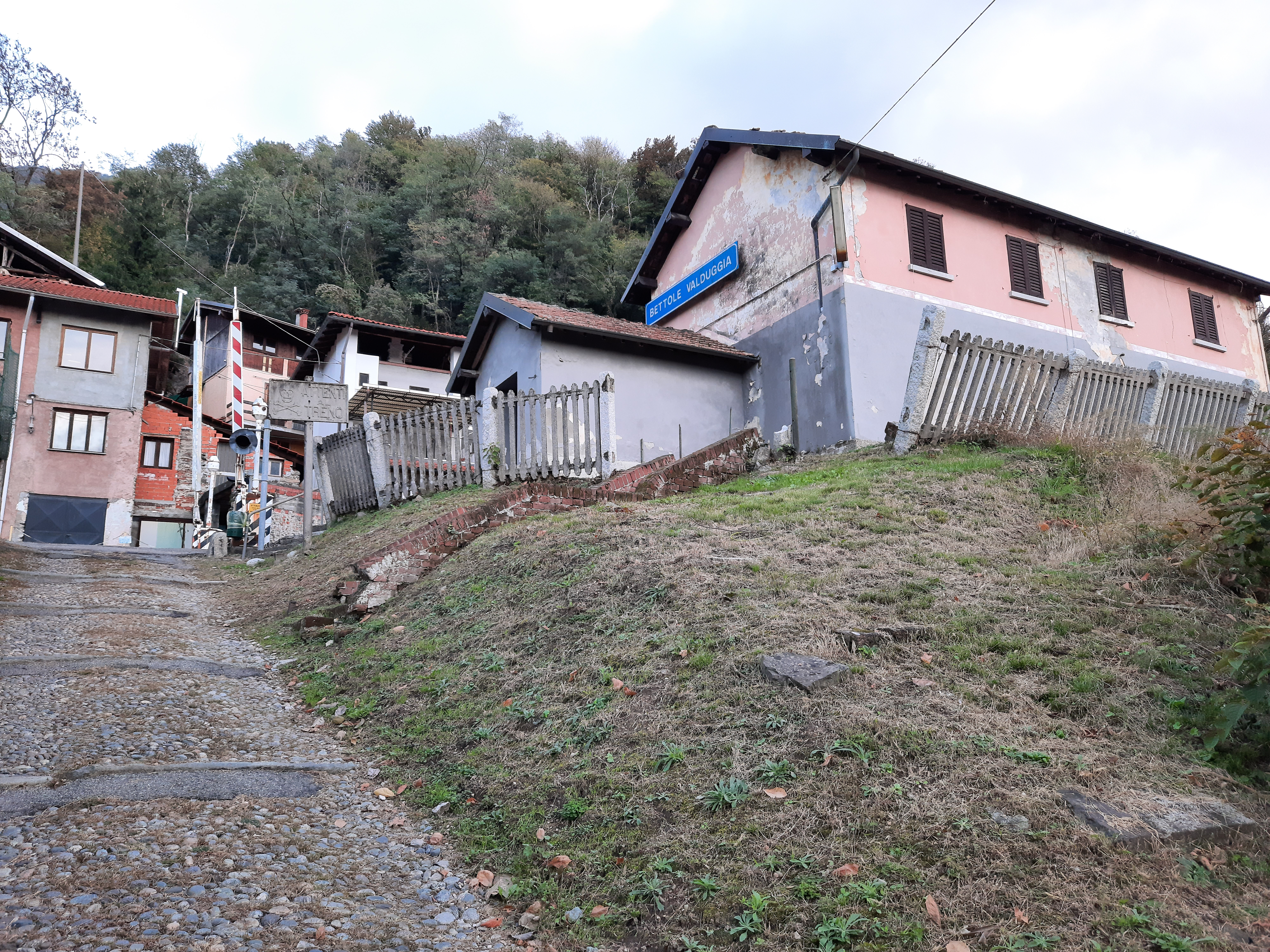
Fermata lato strada

La fermata, dismessa nel 2003, era dotata del solo binario di corsa della linea ferroviaria.
È presente una banchina per l'imbarco dei passeggeri, ormai in stato di degrado a causa del lungo periodo di abbandono.
L'impianto disponeva di un fabbricato viaggiatori a due piani, già completamente chiuso all'utenza negli anni immediatamente precedenti la dismissione dell'impianto. Accanto ad esso è collocato un edificio di dimensioni minori, sviluppato su un solo piano, che ospitava i servizi igienici.

## Movimento
La fermata era servita dai treni regionali di Trenitalia, in base al contratto stipulato con Regione Piemonte, fino al 2003, anno in cui venne dismessa.